# 吴城乡 (浑源县)
吴城乡，是中华人民共和国山西省大同市浑源县下辖的一个乡镇级行政单位。

## 行政区划
吴城乡下辖以下地区：
吴城村、下辛安村、翟家洼村、北大仁庄村、香水寺村、马安山村、上窑村、大洼村、麻塔村、皇叔洼村、上辛安村、东辛坊村、高嘴村、麻塔窑村、辛窑村和西河沟村。